# Holothuria stellati
Holothuria stellati  (лат.) — вид морских огурцов из семейства Holothuriidae. Взрослые особи ведут одиночный, малоподвижный образ жизни, питаются путём заглатывания донного осадка с обитающими в нём организмами. Распространены в сообществах мягких грунтов в Средиземном море (в Лигурийском море, у берегов Алжира и Турции), а также в Чёрном море. Объект промысла, активно добываемый в Алжире. Возможно, голотурий этого вида интенсивно вылавливают и в других регионах, но ошибочно идентифицируют как представителей близкого вида Holothuria tubulosa.

## Строение и развитие
Holothuria stellati обладают червеобразной или огурцевидной формой, достигают 15—30 см в длину и 5 см в диаметре. Окраска тела тёмно-коричневая. Подобно большинству голотурий, раздельнополые организмы с наружным оплодотворением. После слияния гамет в толще воды из яйца развивается планктонная личинка, впоследствии оседающая на дно.

## Паразиты
Holothuria stellati выступают в качестве хозяев ряда паразитических беспозвоночных, в том числе эндопаразитических веслоногих раков Tisbe holothuriae, Calypsina changeuxi и Allantogynus delamarei.